# Universidad Católica del Ecuador
Club Deportivo de la Universidad Católica del Ecuador ist ein 1963 gegründeter ecuadorianischer Fußballverein aus der Hauptstadt Quito, Provinz Pichincha, der zurzeit in der Serie A spielt.

## Geschichte
Der Verein Universidad Católica del Ecuador wurde 1963 als Verein der Päpstlichen Katholischen Universität von Ecuador gegründet. Der Verein stieg 1965 zum ersten Mal in die Serie A auf. Seine größten Erfolge feierte der Verein in den 1970er Jahren, als er zwei Mal Vizemeister wurde und sich jeweils für die Copa Libertadores qualifizierte (1974 und 1980), bei der aber beide Male schon nach der Gruppenphase Schluss war. In den 1990er Jahren stieg der Verein jedoch sogar in die Zweite Kategorie ab, in der er von 1994 bis 1998 spielte. Danach etablierte sich der Verein in der Serie B, aus der er 2007, 2009 und 2012 den Aufstieg in die erste Liga schaffte. Nach 2012 konnte der Wiederabstieg verhindert werden. 2014, 2015, 2016 und 2017 schaffte die Universidad Católica die Qualifikation für die Copa Sudamericana. Bei der Austragung 2014 scheiterte der Verein nach einem Erstrundensieg gegen den venezolanischen Verein Deportivo Anzoátegui in der zweiten Runde am chilenischen Vertreter CD Huachipato. Ein Jahr später war bereits in der ersten Runde gegen den venezolanischen Verein Deportivo La Guaira Schluss. 2015 verlor der Verein in der ersten Runde gegen den kolumbianischen Verein Independiente Medellín und 2016 in der zweiten Runde gegen Fluminense Rio de Janeiro, nachdem in der ersten Runde Oriente Petrolero aus Bolivien besiegt worden war.
Nach einem Jahr ohne Teilnahme an internationalen Wettbewerben konnte sich Universidad Católica wieder für die Copa Sudamericana 2019 qualifizieren. Dort gelang dem Team der bislang größte internationale Erfolg. Nach Siegen über CSD Colo-Colo aus Chile in der 1. Runde und dem FBC Melgar aus Peru in der 2. Runde schied Universidad Católica erst im Achtelfinale gegen CA Independiente aus Argentinien nach der Auswärtstorregel aus. 2020 erreichte Universidad Católica den dritten Platz in der Gesamttabelle. Damit qualifizierte sich der Klub erstmals seit über 20 Jahren für den wichtigsten Vereinswettbewerb in Südamerika. In der ersten Qualifikationsrunde besiegte Universidad Católica den uruguayischen Vertreter Liverpool Montevideo trotz 1:2-Niederlage im Hinspiel mit 3:0 im Rückspiel. Allerdings war der paraguayische Verein Club Libertad in der 2. Runde zu stark. Für die Copa Libertadores 2022 qualifizierte sich Universidad Católica erneut über die Liga, in der der Verein in der Gesamttabelle Platz 3 erreichte.

## Stadion
Universidad Católica del Ecuador absolviert seine Heimspiele im Estadio Olímpico Atahualpa. Das Stadion wurde 1951 eingeweiht und hat eine Kapazität von 35.742 Plätzen.

## Erfolge
- Vizemeister der Serie A: 1973, 1979
- Meister der Serie B: 1990-E1, 2007, 2012
- Vizemeister der Serie B: 1972-E2, 1989-E1, 2005-C, 2006-E1, 2006-E2, 2009.
- Meister der Segunda Categoría: 1998
- Vizemeister der Segunda Categoría: 1989, 2000, 2002
- Teilnahme an der Copa Libertadores: 4×

1974: 1. Gruppenphase
1980: 1. Gruppenphase
2021: 2. Qualifikationsrunde
2022:
- Teilnahme an der Copa Sudamericana: 6×

2014: 2. Runde
2015: 1. Runde
2016: 1. Runde
2017: 2. Runde
2019: Achtelfinale
2020: 1. Runde